# Ketil Hvoslef
Ketil Hvoslef (* 19. Juli 1939 in Bergen) ist ein norwegischer Komponist.

## Leben
Der Sohn des Komponisten Harald Sæverud studierte Bratsche und Orgel am Musikkonservatorium von Bergen und erhielt 1962 das Organistendiplom. Darauf studierte er Komposition in Stockholm mit Karl-Birger Blomdahl und Ingvar Lidholm und später in London bei Thomas Rajna und Henri Lazarof. Von 1963 bis 1979 unterrichtete er Gehörbildung und Musiktheorie am Musikkonservatorium von Bergen.
Das kompositorische Werk Hvoslefs besteht vorrangig aus Instrumentalwerken. Darunter finden sich zahlreiche Instrumentalkonzerte unter anderem für Trompete, Klavier, Kontrabass, Fagott und für Violine, Kammermusik und Werke für Soloinstrumente, aber auch sinfonische Dichtungen, Opern und Filmmusiken. Er debütierte als Komponist 1964 mit einem Klavierkonzert. Vier seiner Werke wurden vom norwegischen Komponistenverband als Komposition des Jahres (Årets verk) ausgezeichnet. Für die Komposition Octopus Rex erhielt er 2011 den Edvard prisen. Für seine Verdienste um die zeitgenössische norwegische Musik wurde er 2018 zum Ritter 1. Klasse des Sankt-Olav-Ordens ernannt.
Seit 1961 ist Hvoslef mit der Malerin und Grafikerin Inger Bergitte Sæverud verheiratet. Ihre Kinder sind der Geiger und Dirigent Trond Sæverud und die Malerin Line S. Hvoslef.

## Werke
- Concertino für Klavier und Orchester, 1964
- Mi-Fi-Li, sinfonische Dichtung, 1972
- Organo solo, 1974
- Trio für Oboe, Viola und Perkussion, 1978
- Konsert for Kor og Kammerorkester, 1978
- Concertino for orkester, 1980
- Narkis och Eko, Oper, 1981
- Antigone für Orchester, 1981–82
- Klarinettkvintett, 1982
- Il Compleanno für Orchester, 1985
- Påskevariasjoner, 1986
- Døde sardiner, Oper, 1987
- Trio for Tretten für vier Stimmen und neun Instrumente, 1987
- Serenata per archi, 1992
- Double Concerto für Flöte, Gitarre und Streichorchester, 1994
- Trombonekvartett, 1997, 2012
- Toccata per organo, 2002
- Passacaglia für Orgel, 2002
- Revidert Åpenbaring for Orgel, 2002
- Barabbas, Oper, 2004
- Konzert für Bratsche, 2005
- Bibelske bilder für Orchester, 2006
- Ein Traumspiel für Orchester, 2009
- Octopus Rex für acht Celli, 2011
- Perpetuum Trompetuum für Trompete und Klavier, 2015
- Trio V.C.P. per Violino, Corno e Pianoforte, 2015
- Kvartoni
- Klarinettenquintett
- Sextett für Flöte und Schlagzeug
- Serenata perarchi
- Streichquartett Nr. III